# TEBY
TEBY(테비, 본명: 김정서, 1984년 11월 25일 ~ )는 대한민국의 힙합 래퍼이다. 서울특별시 목동에서 거주 중인 그는, 힙합 음악에 관심을 가지게 된 후 개화산 크루, Ace Valley의 창립 멤버가 되었다. 그러나 개화산은 앨범을 작업하다가 무산되었고, 2001년 I Love Hip Hop이란 컴필레이션 앨범에 그는 온라인 오디션을 통해 참여, "Gotta Pass"란 단체곡으로 자신의 이름을 처음 알렸다. 이후 "Korea Hip Hop Mania 2001" 앨범의 참여로 mc K와 친분을 쌓은 그는, "2002 대한민국" 앨범에 "Realize"란 곡으로 콜라보를 한 것에 이어 mc K의 1집에 대거 참여하였다. 2004년에는 가쓰비 코리아 홍보 공연 팀의 일원으로 활동하였으며, MC Rink와 Double Deep의 앨범 등에 참여하였으나 활동을 많이 하지는 않았다.
그가 본격적으로 활동을 많이 한 것은 개화산 크루가 본격적인 재활동을 개시하면서부터로, 개화산의 메인 래퍼로 여러 곡에 참여하였다. 2006년에는 NMNP 컴필레이션에 참여하였으며 그 해 7월에는 Paloalto와 함께 Jungle Entertainment와 계약을 맺어 화제가 되기도 했다.
랩 스타일은 본래 시작 시에는 거칠고 빠른 쪽이었으나 Double Deep의 앨범에 피쳐링한 "어린 아이 이야기" 때부터는 차분하고 정확한 발음의 플로우를 구사하고 있다. 다만 오랜만에 모습을 드러낸, 참여곡인 드렁큰 타이거의 "Jam Skool"에서는 다시 거칠어진 목소리와 신나는 플로우를 보여주었다. 이후 정글 엔터테인먼트와의 계약이 종료된 TEBY는 2009년부터 2013년까지 하현곤 팩토리, 도발, Black Strike 등의 앨범에 피쳐링으로 참여하였다.
이름은 자신이 쓰던 통신 아이디에서 온 것으로, 처음에는 "테비"로 발음하였으나 지금은 TEBY 네 글자로 발음한다.
대표곡: TEBSAMA, Same Time Same Night